# Yaowapa Boorapolchai
Yaowapa Boorapolchai (Bangkok, 6 de setembro de 1984) é uma taekwondista tailandesa.
Yaowapa Boorapolchai competiu nos Jogos Olímpicos de 2004, na qual conquistou a medalha de bronze.